# لوك كارلن
لوك كارلن (بالإنجليزية: Luke Carlin)‏ هو لاعب كرة قاعدة أمريكي، ولد في 20 ديسمبر 1980 في سيلفر سبرينغ في الولايات المتحدة.

## وصلات خارجية
- لوك كارلن على موقع دوري كرة القاعدة الرئيسي (الإنجليزية)
- لوك كارلن على موقعبيزبول رفرنس.كوم (الدوري الرئيسي) (الإنجليزية)
- لوك كارلن على موقعبيزبول رفرنس.كوم (الدوري الثانوي) (الإنجليزية)
- لوك كارلن على موقع إي إس بي إن.كوم (أم.أل.بي) (الإنجليزية)
- لوك كارلن على موقع مشجعي الرسوم البيانية (الإنجليزية)